# آشر بنجامين
آشر بنجامين (بالإنجليزية: Asher Benjamin)‏ هو مهندس معماري أمريكي، ولد في 15 يونيو 1773 في هارتلاند في الولايات المتحدة، وتوفي في 26 يوليو 1845 في سبرينغفيلد في الولايات المتحدة.

## وصلات خارجية
- آشر بنجامين على موقع الموسوعة البريطانية (الإنجليزية)